# آیی
آیی یا اَی یا اَیا یا آمی فرعونی در واپسین سال‌های دودمان هجدهم مصر باستان بود که مدت کوتاه چهار ساله‌ای میان سال‌های ۱۳۱۹-۱۳۲۳ یا ۱۳۲۳-۱۳۲۷ پیش از میلاد مسیح فرمانروایی می‌کرد. او مشاور نزدیکی به دو یا شاید سه فرعون پیش از خود بود و گفته می‌شود که پشتیبان تاج و تخت در هنگام فرعون توت‌عنخ‌آمون بوده.
طبق کتاب سینوهه پزشک مخصوص فرعون او به همراه هرمهب با سینوهه دست به قتل آخناتون زدند تا مصر را از بدبختی و فقر نجات دهند
در زمان حکومت چهار ساله او هرمهب به آزاد سازی بخش های تصرف شده مصر توسط هیتیها پرداخت.
او بعلت جاه طلبی و ترس از مرگ غذای کم تناول میکرد و طبق کتاب سینوهه فقط نان خشک میخورد و طبق شایعات آن زمان او که مرد پیری بوده بر اثر گرسنگی جان سپرده
پس از او هرمهب تمام فقر و سختی های ناشی از جنگ را در نظر مردم به او نسبت داد و سعی در منهدم کردن آثار باقی مانده از او کرد
نام شاهی او، خِپِر خِپِرو رَع (به لاتین: Kheperkheperure)، به معنای "تجسدهای رع جاویدانند" بود در حالی که نام او در هنگام تولد اَی ایت نِچِر به معنای "آیی، پدر خدا" بوده‌است. اطلاعات و تندیس‌های فراوانی از او در دست نیست و این نه تنها به خاطر طول دوران پادشاهی کم او است که تلاش جانشینش، هرمهب، در پاک کردن تاریخ مصر از آثار دوران آمرنه نیز در این کم اطلاعی نقش داشته.

## دوره آمارنه

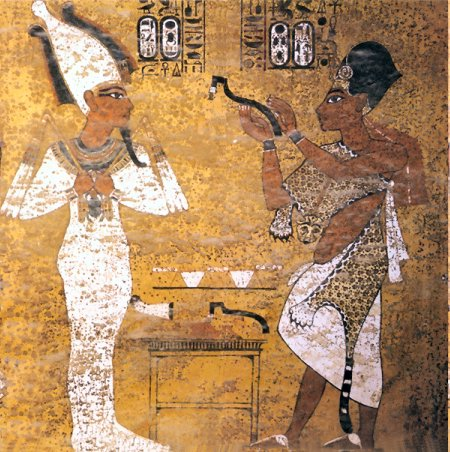
آیی در حال اجرای مراسم بازکردن دهان بر توتانخ‌آمون، تصویر از آرامگاه توتانخ‌آمون

آنچه که به حتم از آیی می‌دانیم آن است که تا هنگامی که او اجازه ساخت آرامگاهی برای خود در عمارنه را در دوران فرمانروایی آخناتون یافت، موفق به دریافت لقب "سرپرست همه اسب‌های شاه" شده بود؛ لقبی که به بلندپایه‌ترین کس در ارتش سواره نظام مصر داده میشد و یک پله پایین‌تر از ارتشبد بوده. پیش از آنکه او به این مرتبه برسد فرمانده نظامی و پیش از آن یک مسوول ساده اصطبل شاهی بوده. از دیگر القاب او می‌توان به لقب مهم "نگهدارنده بادزن شاه در سوی راستش" اشاره کرد که جایگاه مهم او در نزد شاه را می‌رسانده. "پدر خدا" نیز که بیشتر درباره او به کار گرفته می‌شود، بعدها و هنگامی که به فرعونی رسید نام شاهی او شد. این نام می‌تواند به معنای این باشد که او یا پدر زن شاه بوده یا حتی پدر همسر نخست شاه، نفرتیتی. با این حال این فرضیه اثبات نشده است و فراگیر نیست.
آیی به سنت‌های شاهان پیش از خود در دوره آمارنه ادامه داد و در چهار سال فرمانروایی خود ساخت و سازهایی در کارناک و اقصر انجام داد. آرامگاه او (دبلیووی۲۳) در نزدیکی آرامگاه آمنهوتپ سوم در غرب دره پادشاهان قرار دارد. آثار کمی با نام او بر جای مانده‌اند.
پس از مرگ به دلیل نفرین محو یادبودی که شاهان دوره رامسسی و نیز جانشین خود او، هرمهب، علیه همه کسانی که در دوره آمارنه دین کشور را دگرگون کرده بودند، نام و یاد آیی نیز نابود شد؛ به ویژه آنکه او برای مدت طولانی مشاور آخناتون بوده‌است. یاد کردن او به صورت رسمی ممنوع شد و تندیس‌ها و تصاویر و آثاری که نامش را در بر می‌گرفتند- از جمله تابوتش - نابود شدند. نام او در فهرست پادشاهان ابیدوس نیز نیامده است.